# Iwona Kuczyńska
Iwona Kuczyńska (22 febbraio 1961) è un'ex tennista polacca.

## Carriera
Ha vinto un titolo di doppio nel 1988, in coppia con Martina Navratilova. Dal 2010 al 2017 ha vissuto nel villaggio di Omice, nella Repubblica Ceca, con la sua compagna, l'ex campionessa di Wimbledon Jana Novotná.